# Waiting for My Rocket to Come
Albums de Jason Mraz
Mr.A-Z
(2005)
Waiting for My Rocket to Come est le premier album studio du chanteur américain Jason Mraz ; il est sorti en 2002 sous le label Elektra Records.

## Liste des chansons
1. You and I Both (Mraz) - 3:39
2. I'll Do Anything (Galewood, Mraz) - 3:11
3. The Remedy (I Won't Worry) (Christy, Edwards, Mraz, Spock) - 4:16
4. Who Needs Shelter (Keup, Mraz, Schermerhorn) - 3:12
5. Curbside Prophet (Galewood, Mraz, Ruffalo) - 3:34
6. Sleep All Day (Mraz) - 4:56
7. Too Much Food (Mraz) - 3:41
8. Absolutely Zero (Mraz) - 5:39
9. On Love, In Sadness (Keene, Mraz) - 3:28
10. No Stopping Us (Mraz) - 3:18
11. The Boy's Gone (Mraz) - 4:15
12. Tonight, Not Again (Keene, Mraz) - 4:49